# Col de Portet-d'Aspet
De Col de Portet d'Aspet is een 1.069 meter hoge bergpas in de Franse Pyreneeën, die behoort tot de gemeente Portet-d'Aspet, in het department Haute-Garonne, regio Occitanië. De departementale weg D618 tussen Aspet en Saint-Girons kruist deze bergengte op de helling van de 1.608 meter hoge 'Pic de Paloumère' en verbindt de dalen van de rivieren Ger en Bouigane.
Deze bergpas is niet te verwarren met de Col de Portet die bij Saint-Lary-Soulan, ook in de Franse Pyreneeën, ligt.

## Ronde van Frankrijk
De bergpas is bekend onder de wielrenners in de Ronde van Frankrijk, waarin hij sinds 1910 regelmatig wordt geprogrammeerd. Dit is per 2024 in totaal 60 keer gebeurd. Driemaal op rij bereikte de Spaanse wielrenner Julio Jiménez als eerste de top vanaf de westkant. De oostzijde is eigenlijk te gemakkelijk om echte klimmers als winnaars te kennen.
Na de Tweede Wereldoorlog kwamen als eerste boven op de Col de Portet-d'Aspet:
- 1947:  Albert Bourlon
- 1951:  Gino Bartali
- 1956:  Charly Gaul
- 1957:  Michel Stolker
- 1958:  Federico Bahamontes
- 1960:  Joseph Planckaert
- 1962:  Federico Bahamontes
- 1963:  Federico Bahamontes
- 1964:  Julio Jiménez
- 1965:  Julio Jiménez
- 1966:  Julio Jiménez
- 1967:  Fernando Manzaneque
- 1969:  Raymond Delisle
- 1971:  José Manuel Fuente
- 1972:  Christian Raymond
- 1973:  Raymond Martin
- 1984:  Theo de Rooij
- 1988:  Steven Rooks
- 1995:  Richard Virenque
- 1997:  Laurent Brochard
- 2001:  Laurent Roux
- 2002:  Laurent Jalabert
- 2003:  Richard Virenque
- 2004:  Sylvain Chavanel
- 2005:  Erik Dekker
- 2007:  Laurent Lefèvre
- 2010:  Thomas Voeckler
- 2011:  Mickaël Delage
- 2013:  Arnold Jeannesson
- 2014:  Thomas Voeckler
- 2015:  Georg Preidler
- 2018:  Philippe Gilbert
- 2021:  Patrick Konrad
- 2024:  Tobias Halland Johannessen

#### Ongeval Fabio Casartelli

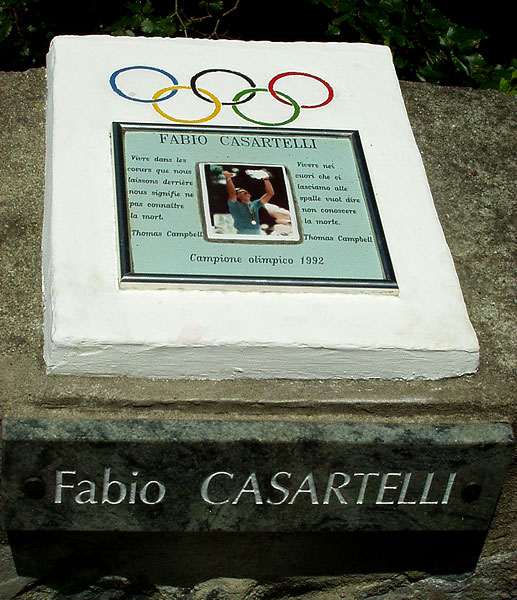
Monument voor Casartelli op de plaats van het fatale ongeluk

Op 18 juli 1995 in de 15e etappe van de Ronde van Frankrijk vloog de 24-jarige Italiaans wielrenner Fabio Casartelli uit de bocht en raakte met zijn hoofd een betonblok. Het ongeluk gebeurde in de voorlaatste bocht van de afdaling, op een segment met een stijging/dalingspercentage van 18%. Casartelli liep ernstige hoofdwonden op en raakte in coma. Hij werd per helikopter naar een ziekenhuis in Tarbes overgebracht en na drie hartstilstanden om 14:00 uur doodverklaard.
De volgende dag legde het peloton, als betoon van respect en rouw, de etappe in gesloten formatie en langzaam rijdend af. Vlak voor de finish werd de leden van Casartelli's ploeg de gelegenheid geboden om naast elkaar en als eerste de finish over te gaan. Twee dagen later droeg Lance Armstrong, een ploeggenoot, zijn etappeoverwinning in Limoges op aan de overleden Casartelli.

## Tweede Wereldoorlog

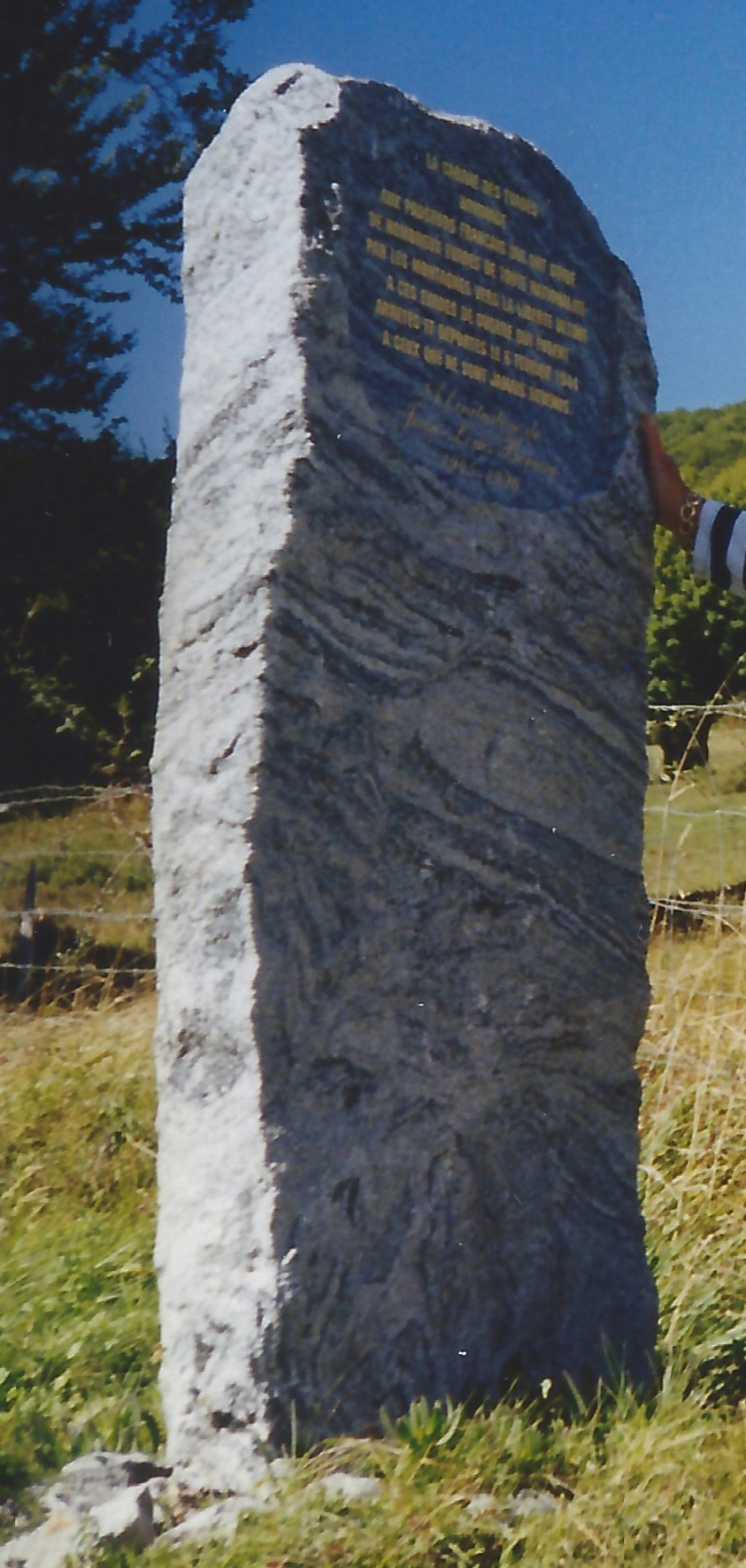
Col de Portet d'Aspet - Stèle

Op de top van de Col de Portet d'Aspet is in 1990 ter ere van het heldhaftig optreden van Franse berggidsen tijdens de Tweede Wereldoorlog op initiatief van de Fransman Jean-Louis Béraza (1945-1996) een monument opgericht. Het bestaat uit een stèle van graniet met gegraveerde tekst die is ingekleurd met goudlak. De tekst luidt:

LA CABANE DES EVADES

HOMMAGE

AUX PASSEURS FRANCAIS QUI ONT GUIDE

DE NOMBREUX EVADES DE TOUTE NATIONALITE

PAR LES MONTAGNES VERS LA LIBERTE ULTIME

A CES EVADES DE GUERRE QUI FURENT

ARRETES ET DEPORTES LE 6 FEVRIER 1944

À CEUX QUI NE SONT JAMAIS REVENUS.

A l’initiative de

Jean-Louis Beraza

1945-1996

Het herdenkt de gidsen die hun leven riskeerden met het ondersteunen van talloze vluchtelingen van allerlei nationaliteiten. Zij hielpen hen om de grens tussen het door nazi-Duitsland bezette Frankrijk en de Spaanse Staat over te steken. Het Franse verzet, de Maquis, was zeer actief in dit deel van de Pyreneeën, de Couserans. Tevens herdenkt het degenen die op 6 februari 1944 gearresteerd en gedeporteerd werden en niet meer terugkeerden.

#### Cabane des Évadés

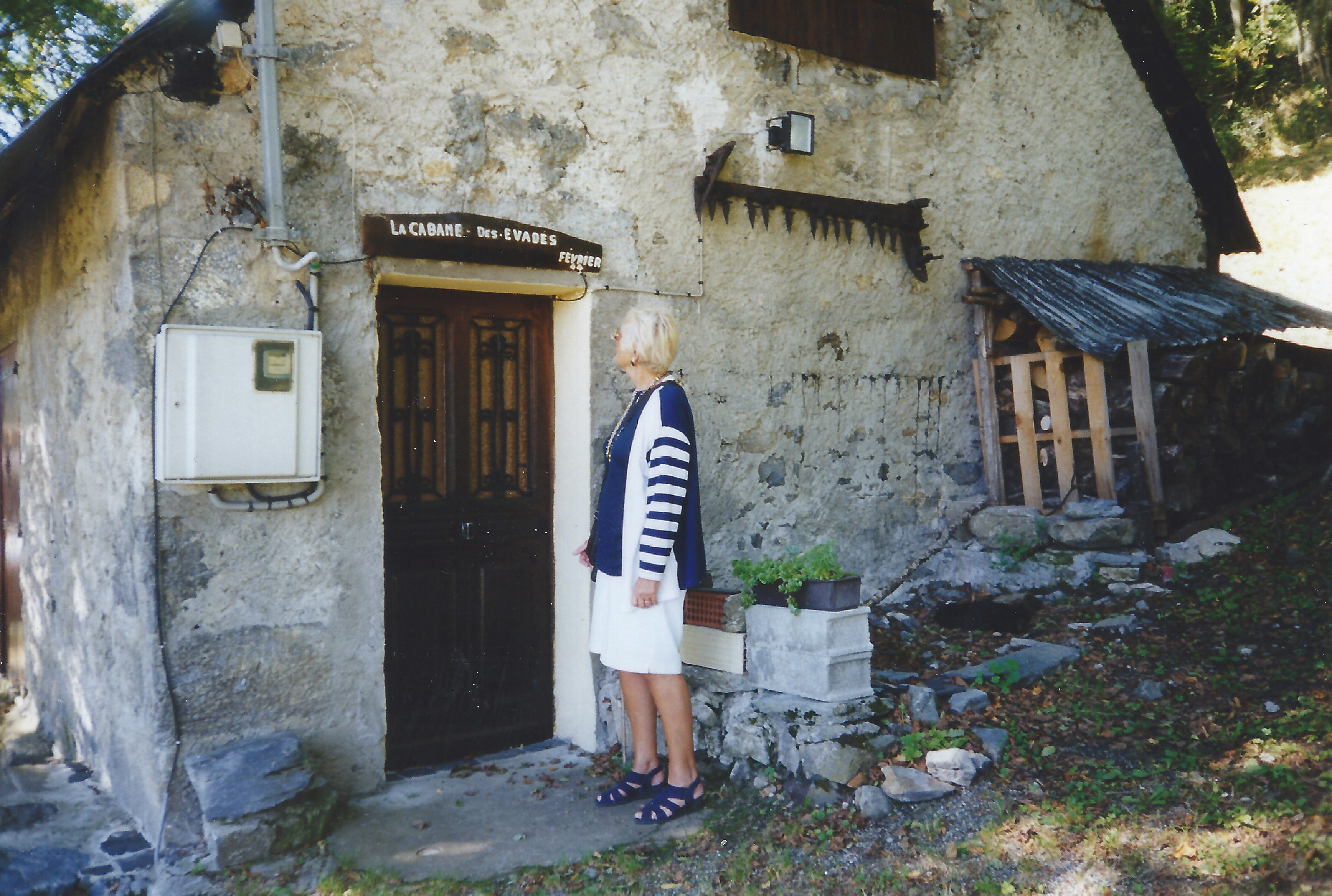
Col de Portet d'Aspet - Cabane des Évadés

Het monument staat vlak bij de Cabane des Évadés, de exacte plaats waar een nazi-patrouille op 6 februari 1944 een razzia hield onder een konvooi vluchtelingen, waaronder een aantal Engelandvaarders. Dit konvooi werd tijdens een barre tocht door de Pyreneeën richting de Spaanse Staat - onderweg naar Engeland - na verraad overvallen en beschoten. De overlevenden werden krijgsgevangen gemaakt en naar een concentratiekamp gedeporteerd, waar ze alsnog zijn omgebracht. Slechts een klein aantal van hen wist te ontkomen en overleefde de oorlog. Het herdenkingsmonument op de Col de Portet d'Aspet is mede dankzij bijdragen van nabestaanden van de slachtoffers tot stand gekomen.